# Олексіївська сільська територіальна громада
Олексіївська сільська територіальна громада — територіальна громада у Лозівському районі Харківської області України. Адміністративний центр — село Олексіївка.
Утворена 14 грудня 2018 року шляхом об'єднання Берецької, Верхньобишкинської, Єфремівської, Киселівської, Михайлівської, Олексіївської
та Слобідської сільських рад Первомайського району.

## Населені пункти
До складу громади входять 22 села: Берека, Берестки, Верхній Бишкин, Єфремівка, Кам'янка, Картамиш, Киселі, Красиве, Крутоярка, Лозівське, Максимівка, Миколаївка, Михайлівка, Новоберецьке, Одрадове, Олексіївка, Перерізнівка, Рокитне, Семенівка, Степове, Сумці, Шевченкове і 3 селища: Слобідське, Трійчате та Троїцьке.